# Caso Heloísa
Caso Heloísa foi um assassinato causado por um disparo de fuzil de um agente da Polícia Rodoviária Federal (PRF) que vitimou Heloísa dos Santos Silva, de três anos. De acordo com o Ministério Público Federal, o Rio de Janeiro foi o estado onde houve mais ocorrências de mortes causadas pela PRF, com 23 casos entre 2017 e 2022. De acordo com a ONG Rio de Paz, Heloísa foi a 11ª criança morta por tiros no Rio de Janeiro em 2023. O número foi três vezes maior do que no ano anterior.

## Assassinato
Em 7 de setembro de 2023, William Silva estava dirigindo um Peugeot 207 com sua esposa, suas duas filhas e uma tia das garotas de Petrópolis para Itaguaí, onde passariam o feriado do Dia da Independência. Ele passou por um posto da Polícia Rodoviária Federal (PRF). Uma das viaturas passou a perseguir o carro de perto e William deu a seta com o objetivo de parar o veículo no acostamento, mas um dos policiais disparou com um fuzil, atingindo Heloísa dos Santos Silva, de três anos. Um dos tiros entrou pelas costas, atravessou a coluna e deixou fragmentos na cabeça. O outro alojou-se no ombro. Os policiais não chegaram a abordar o veículo. O caso ocorreu Arco Metropolitano, em Seropédica, na Baixada Fluminense. A perseguição ocorreu pois o carro comprado por William era roubado, mesmo que ele desconhecesse do fato. O carro foi roubado em agosto de 2022 em um assalto a mão armada. Os policiais envolvidos são Fabiano Menacho Ferreira, Matheus Domicioli Soares Viegas Pinheiro e Wesley Santos da Silva.

### Internação e morte
Os policiais prestaram socorro a Heloísa e a e levaram para ao Hospital Adão Pereira Nunes, em Duque de Caxias, onde passou por uma cirurgia de risco no dia 8 e foi internada no CTI em estado grave. A, 28 agentes da PRF a visitaram no hospital e vasculharam o carro da família. Ainda, um dos policiais teria intimidado a família com o fuzil e afirmou que um tiro havia acertado a viatura. Um dos policiais conseguiu entrar à paisana na CTI e conversou com William, o que levou a um reforço na segurança do hospital. William afirmou que não se sentiu ameaçado ao conversar com o policial. A corregedoria da PRF anunciou a abertura de investigações contra os policiais. Os agentes afirmaram que foram ao hospital para prestar apoio a família.
O quadro clínico de Heloísa foi piorando com o passar do tempo e ela chegou a ter uma parada cardíaca no dia 14, morrendo no dia 16. Foi sepultada no dia 17 no Cemitério Municipal de Petrópolis.

## Reações
No dia seguinte, a PRF afastou os três policiais envolvidos e afirmou que solidarizava-se com a família e anunciou que a corregedoria investigaria o assassinato. Antônio Oliveira, diretor-geral da PRF, afirmou que o disparo a veículo em fuga não era um método aceito dentro da corporação. O Ministro da Justiça Flávio Dino solicitou esclarecimentos sobre o caso. O presidente Luiz Inácio Lula da Silva afirmou que sua morte era algo "que não pode acontecer". O ministro do Supremo Tribunal Federal Gilmar Mendes afirmou que a PRF "merece ter sua existência repensada". Sua morte foi lamentada pela Prefeitura de Duque de Caxias, Jorge Messias, advogado-geral da União, e Renata Souza (PSOL - RJ).

## Investigações e julgamento
A Polícia Civil (PC) abriu uma investigação, e confiscou o fuzil calibre 55.6, arma de grosso calibre, usado para fazer os disparos. A Polícia Federal (PF) também abriu uma investigação. Fabiano Menacho admitiu em depoimento para a PC ter disparado três vezes após ter ouvido sons que assemelhavam-se a tiros. Os disparos ocorreram cerca de dez segundos após o início da perseguição.
No dia 15, o Ministério Público Federal (MPF) pediu a prisão dos agentes, porém o pedido foi negado pela Justiça Federal no dia 18, estabelecendo no lugar uma série de medidas cautelares, incluindo uso de tornozeleira eletrônica, afastamento das atividades e confisco de armas, distanciamento da família e comparecimento mensal em juízo, através do balcão virtual, para comprovar suas atividades. O MPF também pediu para que fosse feita nova perícia no carro, afirmando que havia inconsistências na perícia feita pela PC, como a possível presença de mais tiros. Em 20 de dezembro, os três policiais tornaram-se réus, e suas prisões preventivas foram pedidas novamente para o Tribunal Regional Federal da 2ª Região.
O julgamento do processo do MPF iniciou-se em 10 de setembro de 2024, na Justiça Federal. Os réus foram julgados por homicídio consumado, quatro tentativas de homicídio e fraude processual. O procurador foi Eduardo Benones.
No dia 12 de novembro de 2024 o então réu Matheus Domicioli Soares Viégas Pinheiro foi absolvido, após o Tribunal Regional Federal da 2ª Região entender que não havia justa causa para seu processamento, trancando a ação penal em relação a este policial.